# (36007) 1999 NJ31
1999 NJ31 (asteroide 36007) é um asteroide da cintura principal. Possui uma excentricidade de 0.19435010 e uma inclinação de 2.23823º.
Este asteroide foi descoberto no dia 14 de julho de 1999 por LINEAR em Socorro.